# Luisa de Lorraine, vévodkyně z Bouillon
Luisa de Lorraine (Luisa Henrietta Gabriela; 30. prosince 1718 – 5. září 1788, Paříž) byla francouzská šlechtična a členka rodu Lotrinských. Přivdala se do rodu La Tour d'Auvergne a stala se vévodkyní z Bouillon.

## Život
Narodila se jako dcera Karla Ludvíka Lotrinského, hraběte z Marsan, knížete z Mortagne, a jeho manželky Élisabeth de Roquelaure. Měla tři sourozence, starší sestru Leopoldinu a dva mladší bratry, Gastona, hraběte z Marsan, a Kamila, knížete z Marsan. Gaston se oženil s Marií Luisou de Rohan, budoucí guvernantkou Ludvíka XVI. a jeho sourozenců a zemřel ve věku dvaceti dvou let na neštovice.
Luisa Henrietta Gabriela byla známá jednoduše jako Luisa. Před sňatkem měla titul Mademoiselle de Marsan a jako potomek mužské linie rodu Lotrinských měla nárok na titul Výsost.
Byla kanovnicí prestižního kláštera Remiremont ve Vogézách v Lotrinsku. Remiremont byl po staletí s Lotrinskými úzce spřízněn.
Luisa byla zasnoubena s o devět let mladším Godefroyem de La Tour d'Auvergne, jediným synem a dědicem Charlese Godefroye de La Tour d'Auvergne a jeho polské manželky Marie Karolíny Sobieské. Pár byl oddán 27. listopadu 1743, když bylo Luise 25 let. Její manžel byl jako dědic vévodství Bouillon titulován jako kníže z Turenne a tak se Luisa stala kněžnou z Turenne. Obřad provedl kardinál d'Avergne, bratranec Luisina manžela v Hôtelu jejího bratra Ludvíka Kamila Lotrinského.
Pár měl spolu čtyři děti, z nichž se dvě dožily dospělosti. Po smrti jejího tchána Charlese Godefroye se stal její manžel vévodou z Buillon a ona vévodkyní.
Luisa zemřela v noci z 4. na 5. září 1788 ve věku 69 let v Hôtelu de Bouillon, kde v roce 1780 zemřel její mladší bratr Kamil, kníže z Marsan. O rok později se její manžel znovu oženil s o čtyřicet sedm let mladší Marií Françoise Henriette de Banastre, dcerou jednoho ze svých sluhů.
Luisa byla pohřbena 9. září v kostele Saint-Sulpice v Paříži. Po smrti jejího manžela v roce 1792 se stal vévodou jejich syn Jakub Leopold. Protože však neměl potomky, rod La Tour d'Auvergne zanikl.

## Potomci
Za čtyřicet pět let manželství Luisa porodila čtyři děti:
- Jakub Leopold Karel Godefroy La Tour d'Auvergne (15. ledna 1746 – 7. února 1802)
- Karel Ludvík Godefroy de La Tour d'Auvergne, kníže z Auvergne (22. září 1749 – 23. října 1767)
- Ludvík Jindřich de La Tour d'Auvergne, vévoda z Albret (20. února 1753 – 7. března 1753)
- dcera (3. dubna 1756)